# MirrorLink
MirrorLink est un standard d’interopérabilité permettant l'intégration entre un smartphone et le système multimédia d'une automobile,.
Les applications mobiles doivent être certifiées par l'un des laboratoires autorisés pour être compatibles. Mais contrairement à Android Auto et à Apple CarPlay, les applications disponibles — notamment celles de navigation —ne sont pas limitées par Google ou Apple,,.